# 2-я армия (Турция)

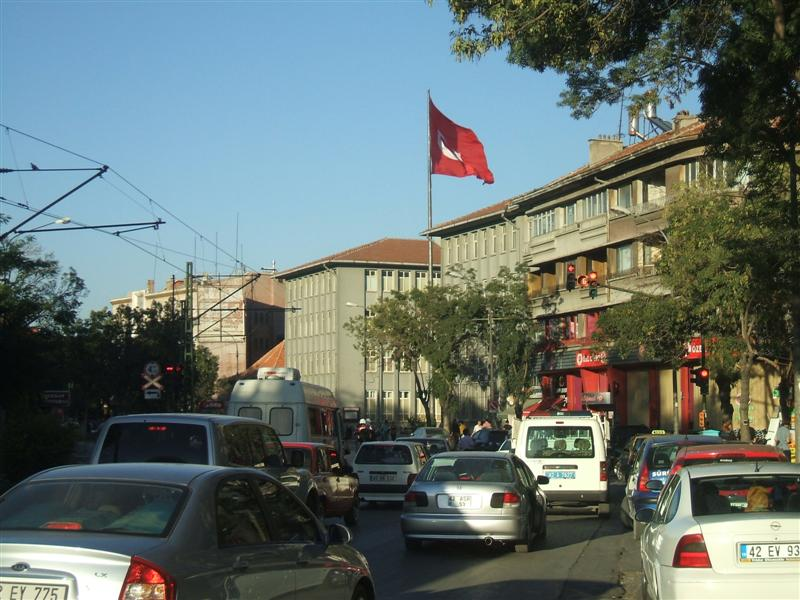
Бывшее здание штаба 2-й армии, ныне разрушенное. Конья

2-я армия (тур. Ikinci Ordu) — воинское объединение Вооружённых сил Турецкой республики, одна из четырёх полевых армий её сухопутных войск.
Штаб 2-й армии ныне находится в Малатье (до 1983 года — в Конье..) Зона ответственности армии — юго-западная и восточная Анатолия, а также границы Турции с Сирией, Ираном и Ираком.

## Боевой состав

### Боевой состав армии на 30 августа 1922 года
- Штаб (командующий: Якуп Шевки Субаши, начальник штаба: Хюсейн Хюсню Эмир Эркилет
- III корпус (Шюкрю Наили Гёкберк)
  - 61-я пехотная дивизия (Салих Омуртак)
  - 41-я пехотная дивизия (Алааддин Коваль)
  - 1-я пехотная дивизия (Абдуррахман Нафиз Гюрман)
- VI корпус (Кязым Инанч)
  - 17-я пехотная дивизия (Нуреттин Озсю)
  - 16-я пехотная дивизия (Ашир Атлы)

### Боевой состав армии в 1941 году
по состоянию на июнь 1941 года:
- Штаб армии (Балыкесир, командующий: Абдуррахман Нафиз Гюрман)
- участок Дарданеллы и Мраморное море
  - II корпус (Гелиболу)
  - командование укреплённой линией Демиркапы
  - I корпус (Чанаккале)
  - командование укреплённой линией Дарданеллы
  - V корпус (Бурса)
- участок побережья Эгейского и Средиземного морей
  - XII корпус (Измир)
  - командование Измирской укреплённой линией

### 1970-е годы и вторжение на Кипр
Во время вторжения на Кипр части сухопутных войск, выделенные для операции, были переданы под командование 6-го корпуса 2-й армии (генерал-лейтенант Нуреттин Эрсин). В их число входили «Особая ударная группа Чакмак» (подразделение уровня бригады, которое обеспечивало высадку морского десанта), бригада коммандос, парашютная бригада, 39-я пехотная дивизия, 28-я мотопехотная дивизия и части 5-й бронетанковой бригады, также подразделения жандармерии. Около 6000 боевиков из числа турок-киприотов находились на территории анклава Гёньели.

### Боевой состав армии в 2010 году
- 6-й армейский корпус (Адана)
  - 5-я бронетанковая бригада (Газиантеп) — во время гражданской войны в Сирии, 17 августа 2012 года отправлены к границе с Сирией.[5]
  - 39-я механизированная бригада (Искендерун)
  - 106-й артиллерийский полк (Ислахие)
- 7-й армейский корпус (Диярбакыр)
  - 3-я пехотная дивизия (Юксекова)[6]
  - 16-я механизированная бригада (Диярбакыр)
  - 20-я механизированная бригада (Шанлыурфа) — во время гражданской войны в Сирии, 17 августа 2012 года отправлены к границе с Сирией.[5]
  - 70-я механизированная бригада (Мардин)[7]
  - 172-я бронетанковая бригада (Силопи)
  - 2-я моторизованная бригада (Лидже)
  - 6-я моторизованная бригада (Akçay)
  - 3-я бригада коммандо (Сиирт)
  - 107-й артиллерийский полк (Сиверек)

## Боевой состав армии в 2012 году
- 4-й армейский корпус (Анкара)[8]
- 6-й армейский корпус (Адана)
- 7-й армейский корпус (Диярбакыр)
- 3-я пехотная дивизия (Юксекова)
- 28-я механизированная бригада (Мамак, Анкара)
- 58-я артиллерийская бригада (Полатлы)
- 1-я бригада коммандо (Талас)
- 2-я бригада коммандо (Болу)
- 5-я бронетанковая бригада (Газиантеп)
- 39-я механизированная бригада (Искендерун)
- 106-й артиллерийский полк (Ислахие)
- 34-я пограничная бригада (Шемдинли)
- 16-я механизированная бригада (Диярбакыр)
- 20-я бронетанковая бригада (Шанлыурфа)
- 70-я механизированная бригада (Мардин)
- 172-я бронетанковая бригада (Силопи)
- 2-я моторизованная бригада (Лидже)
- 6-я моторизованная бригада (Акчай, Эдремит)
- 3-я бригада коммандо (Сиирт)
- 107-й артиллерийский полк (Сиверек)

## Командующие армией
- генерал Семих Санджар август 1970 — август 1972 года.
- генерал Шюкрю Сарыышык 2004 — 2006
- генерал Хасан Ыгсыз 30 августа 2006 — 30 августа 2008
- генерал Недждет Озел 2008 — 2010.
- генерал Адем Худути 2014 — 2016 (арестован после попытки государственного переворота в Турции в 2016 году).
- генерал-лейтенант Исмаил Метин Темель 2016 — 2018 (отстранён от командования указом президента Эрдогана от 31 декабря 2018 года.[9] )
- генерал Метин Гюрак 2020 —